# Иджеванский винно-коньячный завод
Иджеванский винно-коньячный завод (арм. Իջևանի գինու-կոնյակի գործարան; Иджевани Гину-Коньяки Горцаран) — ведущее предприятие Армении по производству вина, фруктового вина и коньяка. Завод был открыт в 1951 году в Иджеване в советский период.

## История
Современное виноградарство в регионе Тавуш развивается с 1950-х годов. В 1951 году для переработки винограда в долине рек Агстев и Спитак был основан Иджеванский винно-коньячный завод. Вначале завод производил различные сорта вина, коньяка, а также шампанское. В тот период на заводе не было линии розлива, поэтому весь продукт отправлялся в Ереван для процесса розлива. В советские времена продукция Иджеванского завода поставлялась в разные регионы СССР.
После распада Советского Союза завод был приватизирован в 1996 году и стал закрытым акционерным обществом.
В 2005 году предприятие подверглось переломным изменениям:
- были сделаны масштабные внедрения в расширения производства,
- приобретено современное оборудование,

- использованы новейшие технологии.

Завод активно участвует на Международных выставках и конкурсах.
Большая часть продукции завода экспортируется в Россию, Соединенные Штаты, Эстонию, Кипр, Латвию, Канаду и Литву.

## Продукция и бренды

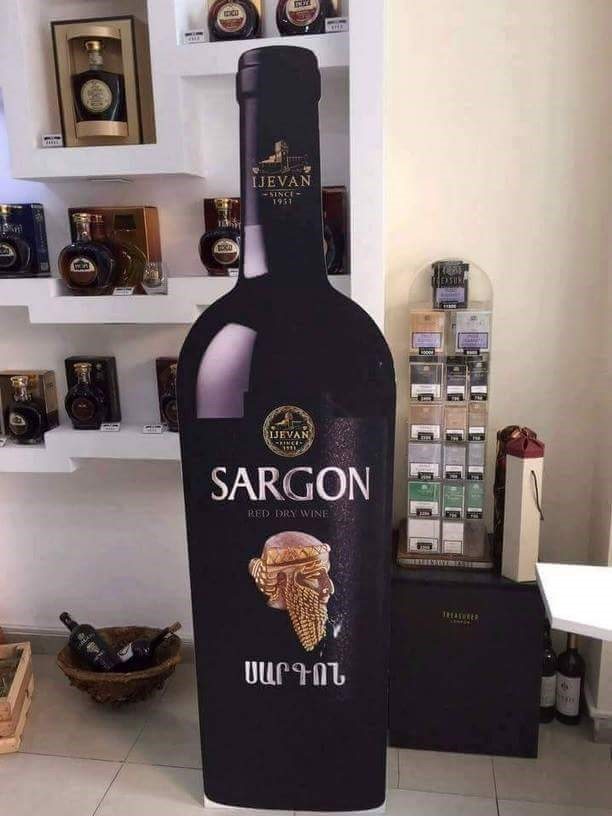
Саргон, красное сухое вино, названное в память о царе Саргоне Древнем

В настоящее время завод производит вино, плодовое вино, игристое вино, коньяк и соки.

## Смотрите также

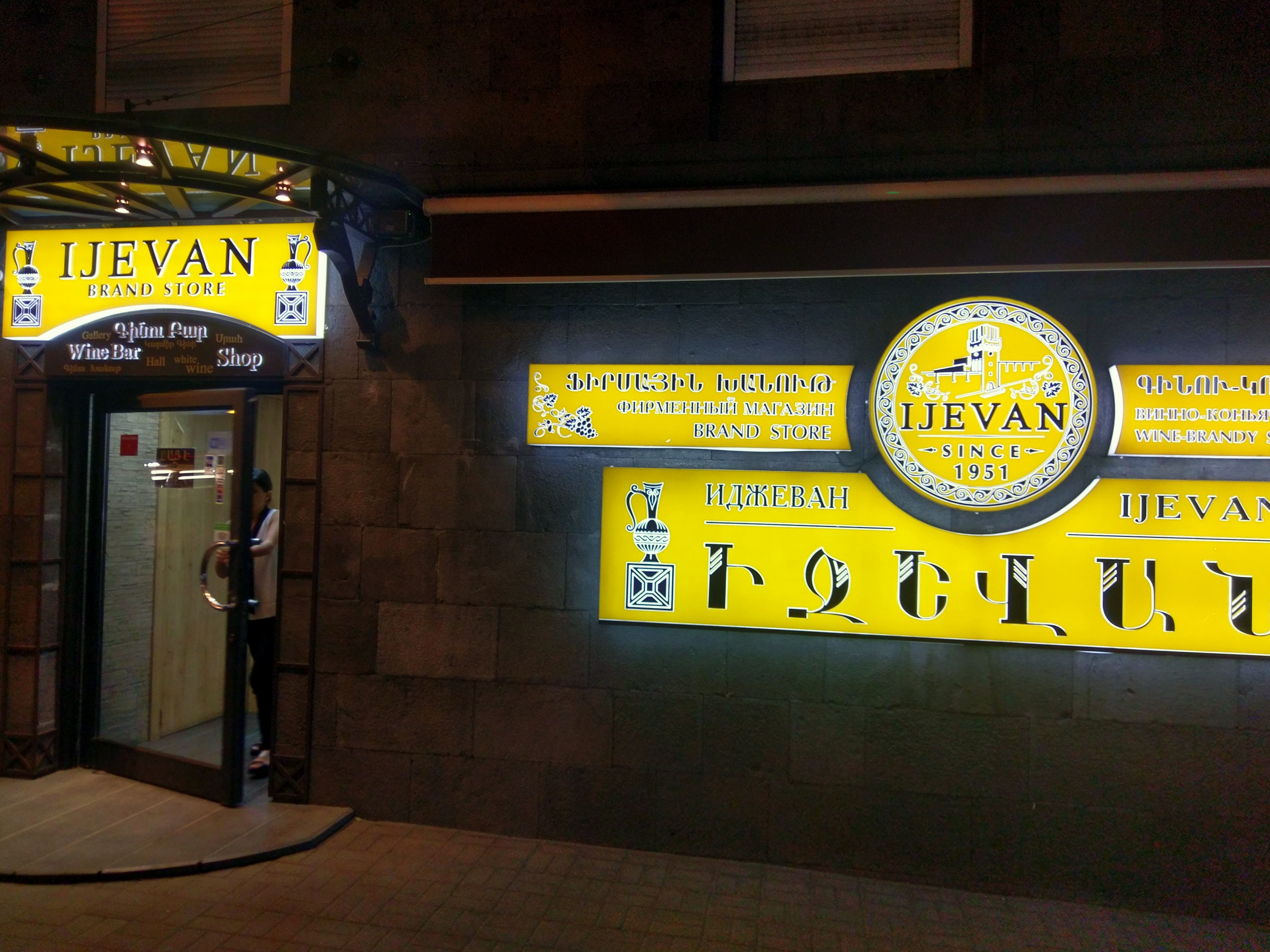
Иджеванский фирменный магазин в Ереване

- Ереванский коньячно-винно-водочный комбинат «Арарат»
- Ереванский коньячный завод